# Arsenio Lope Huerta
Arsenio Lope Huerta   (Alcalá de Henares, 15 de novembre de 1943 - Alcalá de Henares, 2 de gener de 2021) fou un advocat, economista, escriptor i polític espanyol. Va ser alcalde d'Alcalá de Henares, governador civil de Lleó, delegat del Govern a Castella i Lleó i en la Comunitat de Madrid.

## Biografia

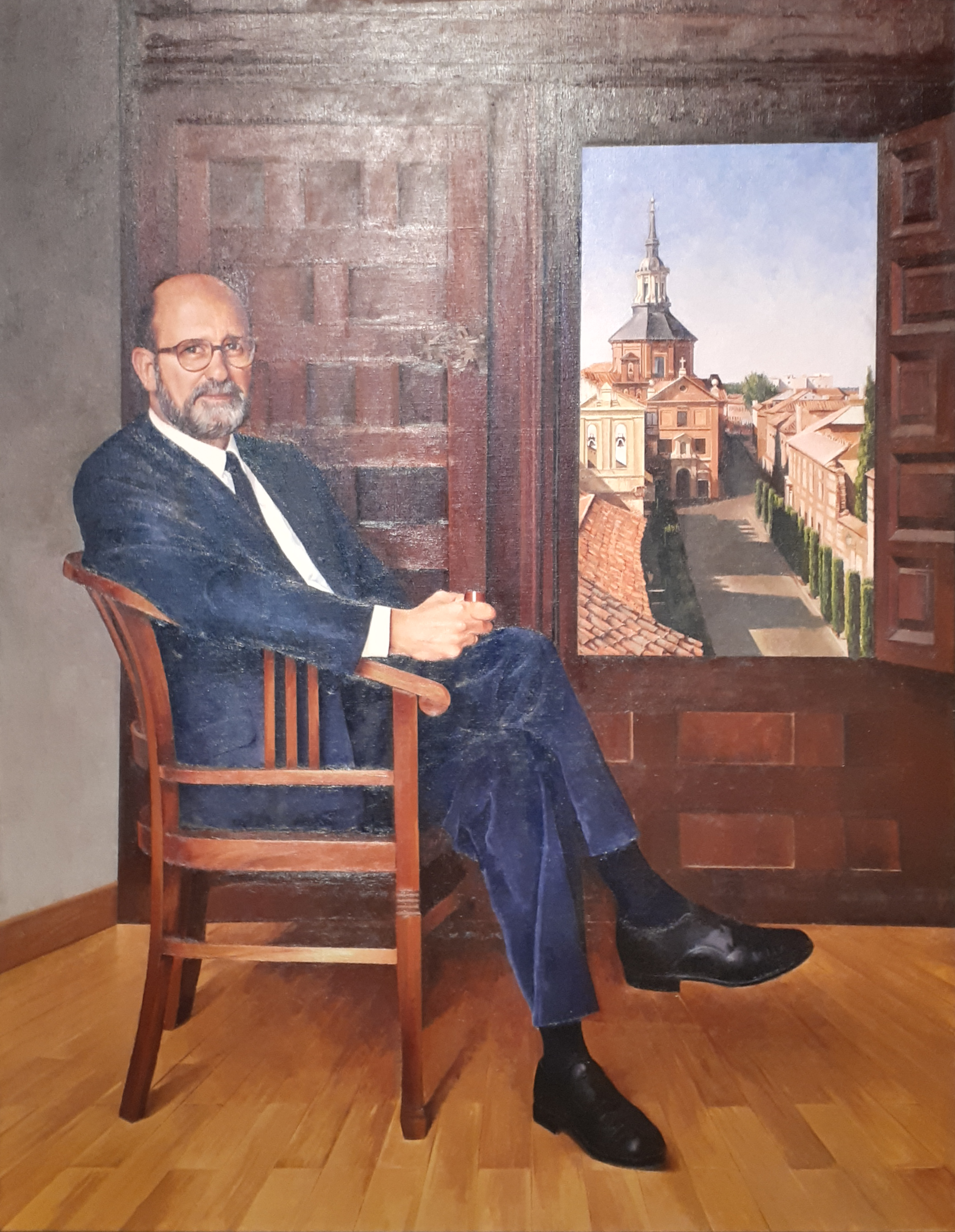
Retrat d'Arsenio, pintat per Amparo Vargas el 2001.

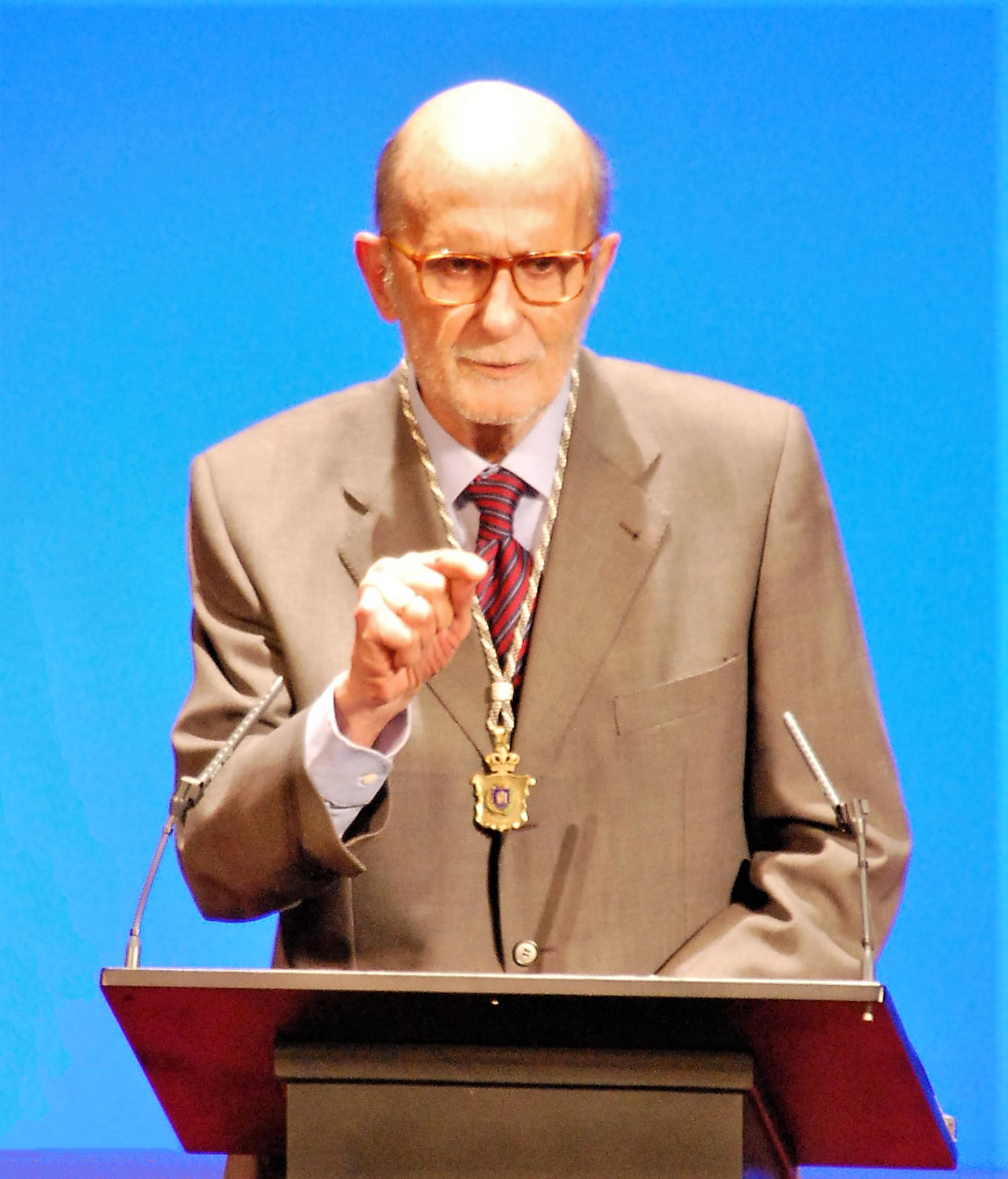
Arsenio durant un discurs.

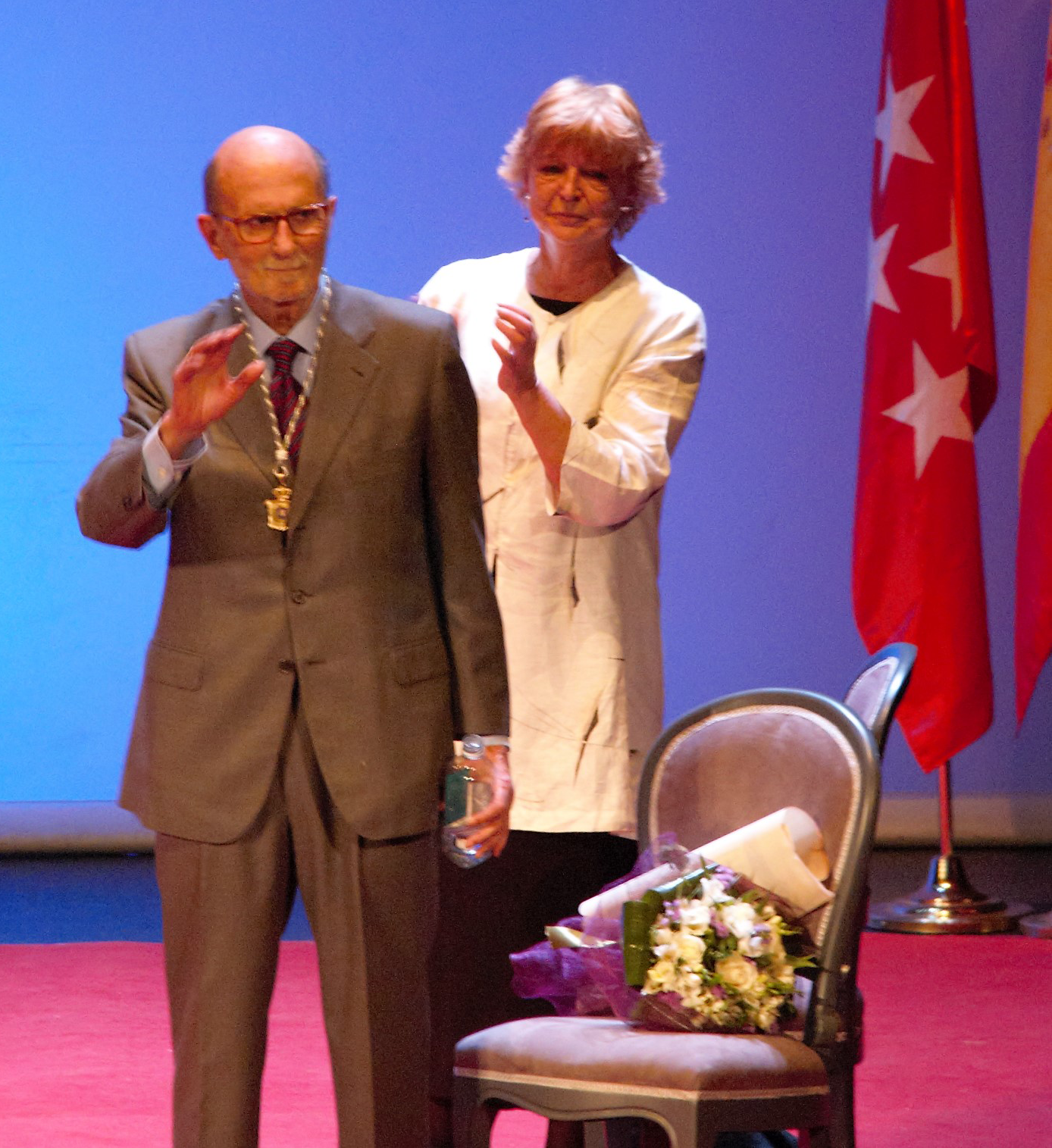
Arsenio i Pilar rebent un homenatge a Alcalá de Henares.

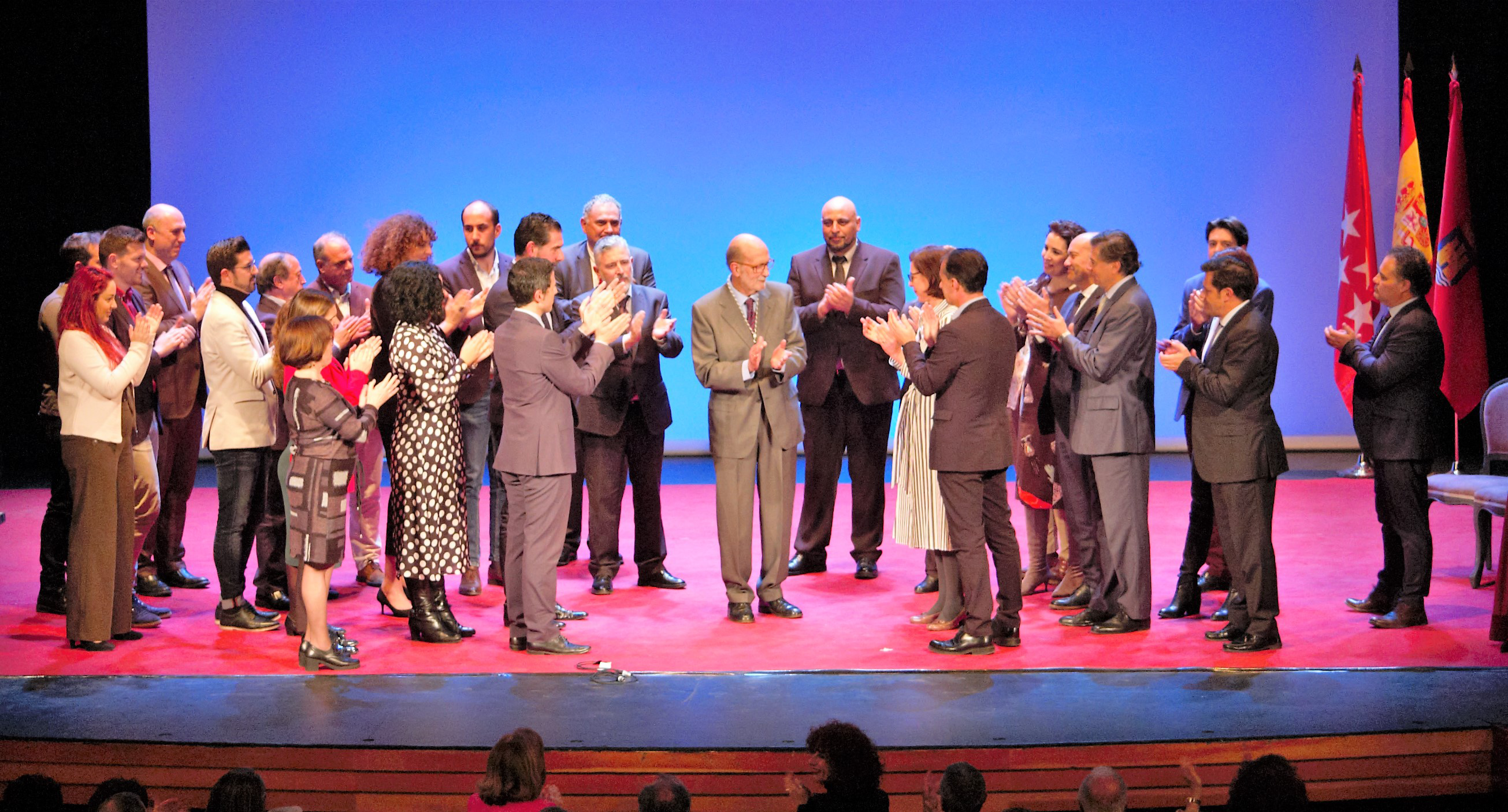
Arsenio rebent felicitacions durant l'acte de lliurament de la Medalla d'or de la ciutat d'Alcalá d'Henares.

Arsenio Eugenio Lope Horta va néixer a Alcalá de Henares el 15 de novembre de 1943, en el si d'una família de profunda arrel complutense. És fill d'Arsenio Lope Sancho i de Mª Ángeles Huerta i Álvarez de Lara. Casat amb Pilar Revilla Bel (filla del pintor Manolo Revilla) amb la qual comparteix quatre fills (Iván, Isabel, Emilia i Manuel).
Llicenciat en Dret per la Universitat Complutense de Madrid, en Ciències Empresarials per l'ICADE, i diplomat en Ciències Econòmiques i Comercials per la Escola Superior de Ciències Econòmiques i Comercials (ESSEC) de París.
La seva activitat política es va iniciar en 1974 com a cofundador de l'Agrupació Socialista d'Alcalá de Henares. En 1979 va ser triat regidor del Ajuntament d'Alcalá de Henares i diputat provincial de la Diputació de Madrid. En 1983 fou elegit alcalde complutense pel PSOE; durant el seu mandat es va signar amb la Universitat d'Alcalá, la Comunitat de Madrid, la Diputació de Guadalajara i quatre ministeris el denominat "Conveni Multidepartamental d'Alcalá de Henares" de 31 de gener de 1985, que va donar origen a tot un procés de recuperació de la ciutat i de rehabilitació dels seus edificis històrics per a activitats universitàries. Posteriorment en 1987 fou nomenat director general de Cooperació Cultural del Ministeri de Cultura, en 1988 governador civil de Lleó, i en 1990 delegat del Govern a Castella i Lleó. Finalitzà la seva carrera política com a delegat del Govern en la Comunitat de Madrid (1993-1994).
Professionalment ha assumit càrrecs de responsabilitat econòmica com a vicepresident de Page del grup Banesto i com a subdirector general de Caja España.
Des de 1969 col·labora habitualment en periòdics i setmanaris amb treballs d'interès cultural, patrimonial i social. Participa activament a l'"Enciclopedia Cervantina" del Centro de Estudios Cervantinos.
La seva implicació social és molt variada. Va ser president de la Sociedad de Condueños, president de l'Associació per a la Recuperació de la cúpula del convent de Las Juanas, vicepresident del Cabildo de la Fundació de l'Hospital d'Antezana, i director general de la Fundació General de la Universitat d'Alcalá. És vicepresident de l'Associació per a la Recuperació del Palau Arquebisbal (ARPA) d'Alcalá de Henares, és membre fundador de la Institución de Estudios Complutenses i membre del Consell Social de la Universitat d'Alcalá.
La seva esposa, Pilar, va morir a Alcalá d'Henares el 15 de desembre de 2020, als 66 anys. I poc després va morir Arsenio, el 2 de gener de 2021, també a la seva ciutat natal, als 77 anys.

## Docència
Ha promocionat i participat en multitud de conferències i congressos sobre aspectes històrics i culturals. Col·labora en la UAH en diversos màsters i dirigeix cursos com:
- 2017: "Cisneros: el hombre, la política y la cultura".[22]
- 2018: "Hitos para una ciudad y su universidad. Patrimonio de la Humanidad Alcalá de Henares 1998-2018".[23]

## Obra
Ha publicat sobretoto llibres històrics:
- 1983: Leyendas y refranes complutenses ISBN 978-84-500-8342-2
- 1992: Introducción al Catastro del Marqués de la Ensenada. Alcalá de Henares en 1753 ISBN 978-84-7952-065-6
- 1994: Visita a Alcalá de Henares
- 1998: Los Cervantes de Alcalá ISBN 978-84-88333-23-0
- 2001: Alcalá de Henares ISBN 978-84-241-0327-9
- 2001: La sociedad de Condueños de la Universidad: la generosa hazaña de un pueblo ISBN 978-84-607-3827-5
- 2002: La Sociedad de Condueños 1850-2000: del desencanto a la esperanza ISBN 978-84-8138-478-9
- 2002: Alcalá de Cisneros ISBN 978-84-7782-868-6
- 2003: Fernando I de Habsburgo
- 2003: Río Henares abajo ISBN 978-84-932344-4-7
- 2006: Otras historias de Alcalá ISBN 978-84-932344-5-4
- 2006: Recuerda Alcalá de Henares ISBN 978-84-241-0603-4
- 2009: El último hijo de Juana la Loca ISBN 978-84-936929-4-0
- 2010: Universidad de Alcalá, de las armas a las letras edificios universitarios que tuvieron uso militar (exposición)
- 2010: Historia de la Mutual Complutense, 1909-2009 ISBN 978-84-614-1393-5
- 2011: Historia de Nuestra Señora del Val: patrona de Alcalá de Henares, alcaldesa perpetua, doctora de su universidad (cómic)
- 2015: El juego en tiempos del Quijote Arxivat 2017-04-21 a Wayback Machine. ISBN 978-84-15973-71-3
- 2016: Homenaje a Cisneros 1517-2017 ISBN 978-84-617-7365-7
- 2017: Cisneros. La gloria del trono. ISBN 978-84-16968-26-8

En 2009 va estrenar una versió teatral sobre la novel·la de Miguel de Cervantes “El coloquio de los perros”. En 2018 va ser el guionista del documental "450 años del regreso a Alcalá de las reliquias de Justo y Pastor 1568-2018".

## Reconeixement
- 1984: Medalla d'Or de la Universitat d'Alcalá.

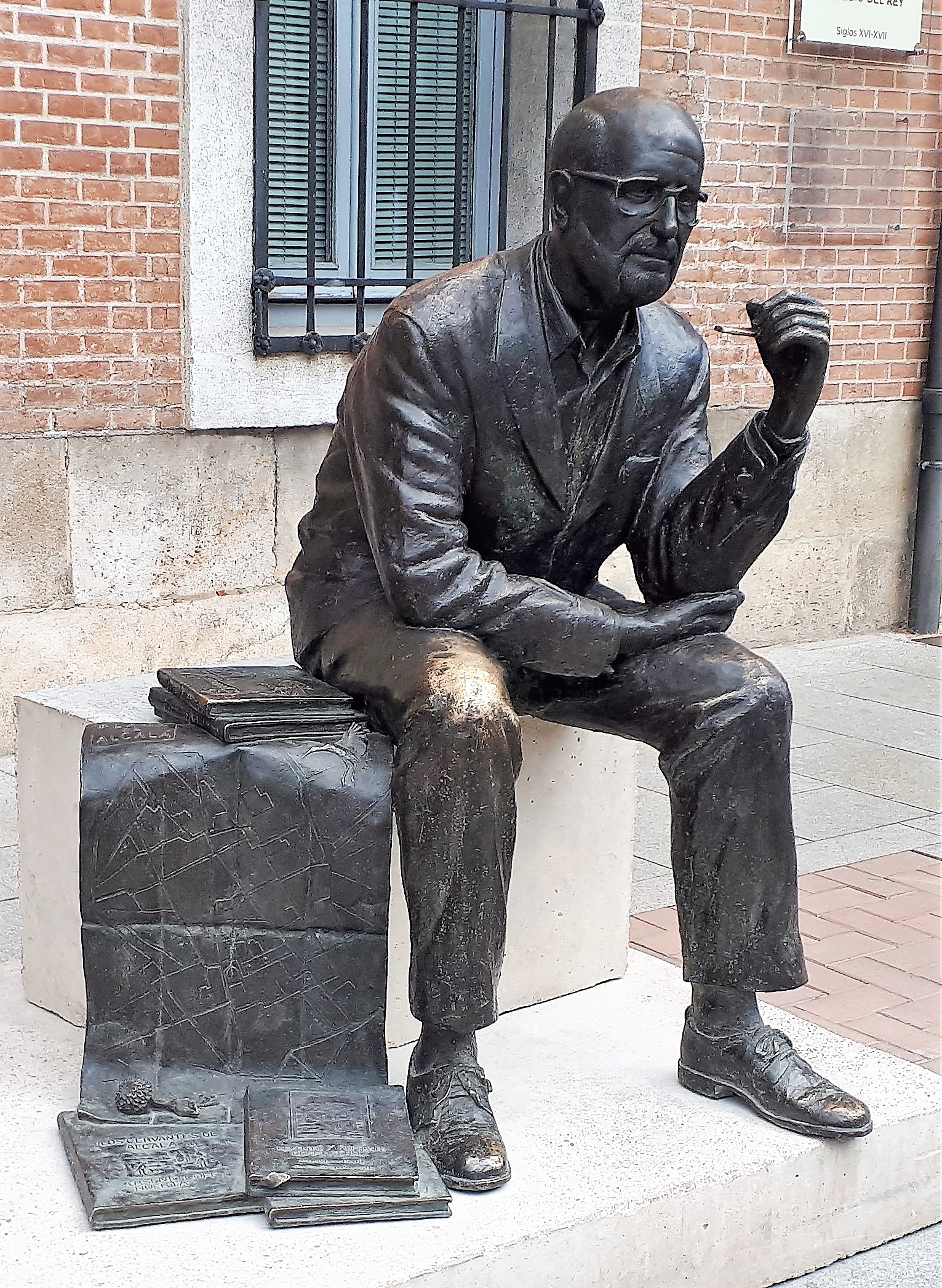
Escultura a mida natural d'Arsenio, obra d'Andrés Bonilla Gutiérrez el 2023.

- 1987: Confrare d'honor de la Confraria de Ntra. Sra. del Val.
- 1992: Gran Creu del Mèrit Militar[27]
- 1994: Gran Creu del Mèrit Civil[28]
- 1995: Soci d'honor de l'Associació d'Amics de la Universitat d'Alcalá
- 1995: Soci d'honor de la Fundació de Famílies Monoparentals Isadora Duncan[29]
- 2003: Cavaller Almogàver Paracaigudista d'Honor
- 2009: Soci d'honor de la Mutual Complutense.
- 2010: Miembro honorario de FIAAIINAPE.[30]
- 2011: Creu del Mèrit Policial
- 2012: Soci d'honor de l'Associació Cultural Fills i Amics d'Alcalá de Henares.[31]
- 2016: Soci d'honor de el Centro Castellano-Leonés d'Alcalá d'Henares
- 30/03/2019: Pregoner de la Setmana Santa d'Alcalá d'Henares, a la Catedral Magistral.[32]
- 27/02/2020: Medalla d'or de la ciutat d'Alcalá d'Henares.[33]

## Llegat Lope Huerta-Revilla Bel

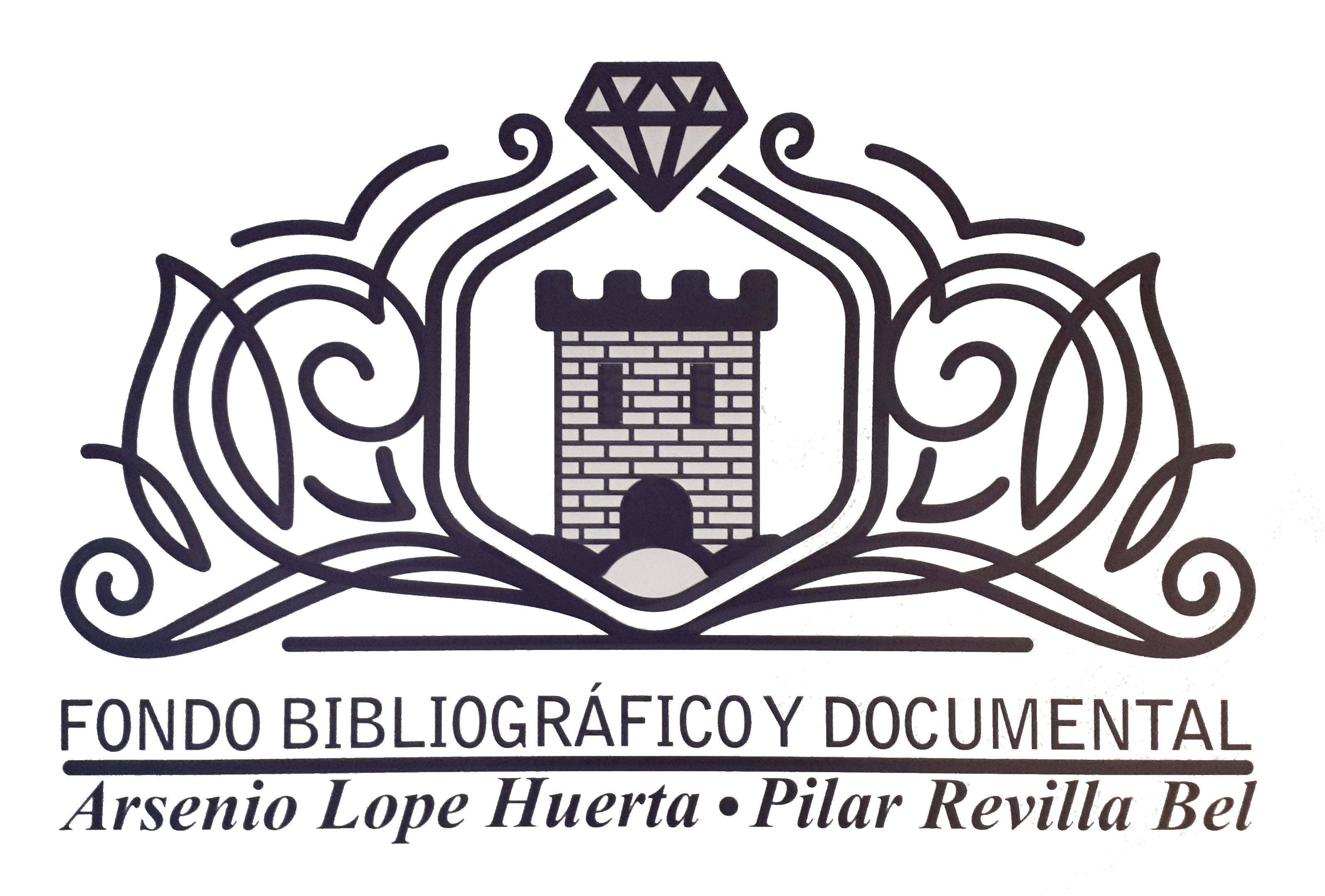
Llegat Lope Huerta - Revilla Bel.

En 2019 Arsenio i, la seva dona, Pilar van donar un ampli compendi de material bibliogràfic i documental a l'Ajuntament d'Alcalá d'Henares. Aquest llegat es va presentar a el públic el 28 de febrer de 2020 mitjançant una exposició a l'antic Hospital de Santa Maria la Rica, presentat documents històrics, assaigs, crítiques literàries, obres sobre Miguel de Cervantes, i objectes de col·leccionisme relacionats amb Alcalá.

## La família Huerta

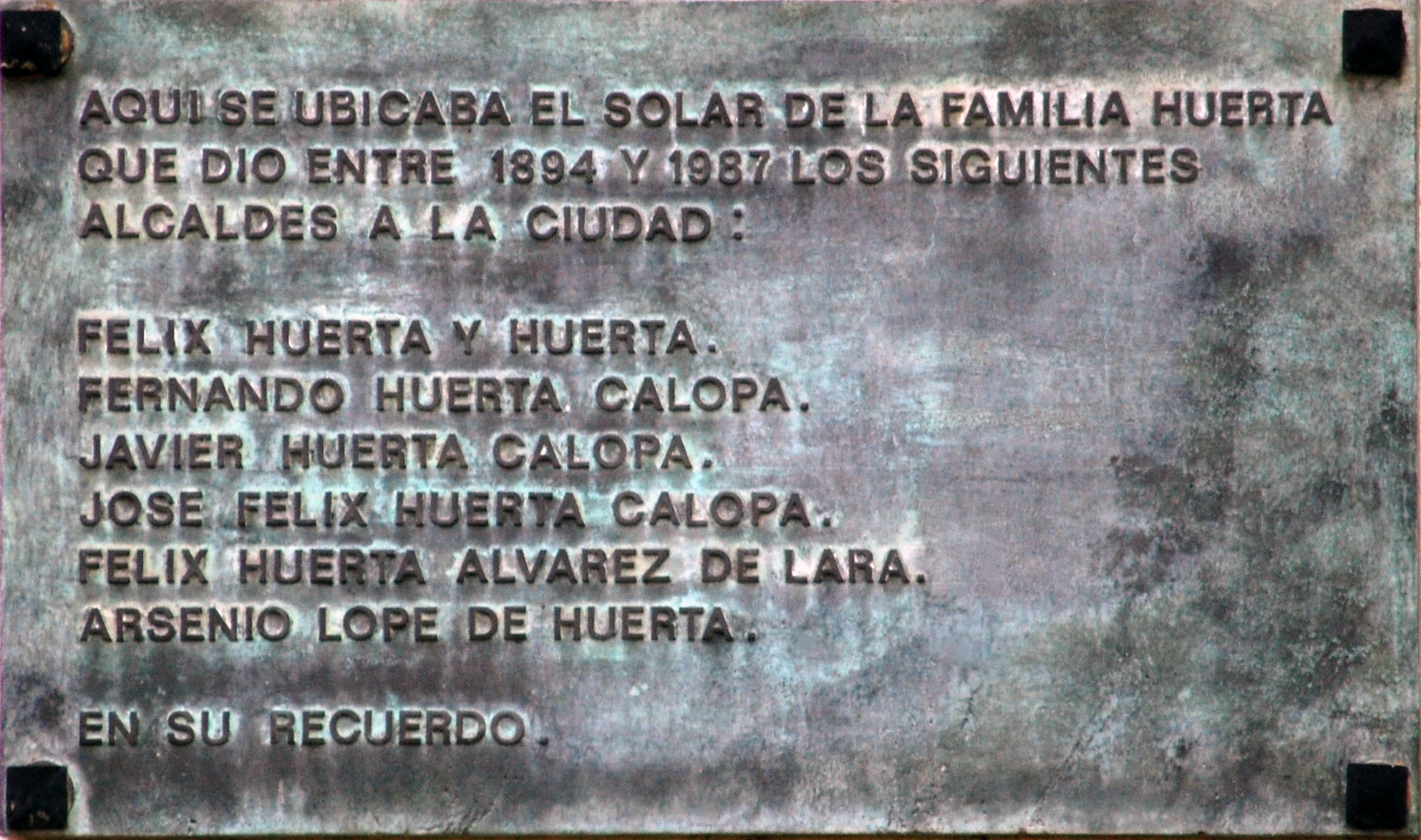
Placa en record dels alcaldes de la Família Huerta.

La família Huerta ha donat una saga de regidors i alcaldes a la ciutat complutense, sent Félix Huerta y Horta el seu nexe entre tots ells. El seu avi i el seu pare van ser regidors de la corporació municipal. Dels seus quatre fills homes, tres d'ells arribarien a ocupar la butaca municipal d'Alcalá: Fernando, Javier i José Félix. Així com el seu net Félix Huerta Álvarez de Lara, i besnet Arsenio Lope Huerta.